# Rath (Familienname)
Rath, ungarisch Ráth ist ein Familienname.

## Herkunft und Bedeutung
Rath ist im Rheinland und im Osten Belgiens als Name für Personen und als Namensendung anzutreffen. Es entstand aus dem Suffix -rode und bedeutet Rodung. Siehe auch -rath.

## Namensträger

### A
- Adolph vom Rath (1832–1907), deutscher Bankier
- Agatha Rath (1877–1904), deutsche Missionsschwester und Märtyrin
- Alexander Rath (* 1985), deutscher Musikproduzent & DJ unter „Alex Rath“
- Andreas Rath (* 1962), deutscher Fußballspieler
- Andreas Rath (Politiker) (1823–1894), deutscher Politiker und Oberamtmann
- Angel Rath, uruguayischer Politiker
- Anna vom Rath (1839–1918), deutsche Salonnière
- Anna von Rath (* 1988), deutsche Literaturwissenschaftlerin, Autorin und Übersetzerin
- Ari Rath (1925–2017), österreichisch-israelischer Journalist und Publizist
- Arnold Rath (1599–1671), deutscher Rechtswissenschaftler und Hochschullehrer
- Arthur vom Rath (1832–1901), deutscher Unternehmer und Fabrikant
- Arthur Rath (Bibliothekar) (1919–2017), deutscher Bibliothekar
- August Rath (1866–1938), österreichischer Farbenfabrikant

### B
- Balthasar Rath (1846–1899), deutscher Jurist und Politiker, MdR
- Barbara Rath (* 1941), deutsche Schauspielerin
- Barbara Rath (Autorin) (* 1962), deutsche Autorin
- Benjamin Rath (1994–2017), österreichischer Karateka

### C
- Carsten K. Rath (* 1966), deutscher Unternehmer und Autor
- Christian Rath (* 1965), deutscher Jurist und Journalist
- Claudia Rath (Schriftstellerin) (* 1964), deutsche Schriftstellerin
- Claudia Salman-Rath (* 1986), deutsche Siebenkämpferin

### D
- Daniela Rath (* 1977), deutsche Hochspringerin
- Dorle Rath (1921–1989), deutsche Jazz- und Schlagersängerin

### E
- Elfriede Moser-Rath (1926–1993), österreichische Volkskundlerin
- Elisabeth Rath (* 1948), österreichische Schauspielerin
- Emil vom Rath (1833–1923), deutscher Unternehmer, Zuckerfabrikant, Kommerzienrat und Stiftungsgründer
- Emil Rath (1868–1949), deutscher Bibliothekar
- Emil Rath, Pseudonym von W. Emil Schröder (1896–1977), deutscher Journalist und Schriftsteller
- Emmerich Rath (1883–1962), tschechischer Sportler
- Erich von Rath (1881–1948), deutscher Bibliothekar und Hochschullehrer
- Ernst vom Rath (Bankier) (1836–1920), deutscher Fabrikant und Bankier
- Ernst Eduard vom Rath (1909–1938), deutscher Diplomat

### F
- Felix vom Rath (1866–1905), deutscher Komponist
- Florian Rath (Ordensname Gebhard; 1902–1979), österreichischer Zisterzienserpater, Archivar und Widerstandskämpfer gegen den Nationalsozialismus
- Franz Rath (1932–2020), deutscher Kameramann
- Franziska Rath (* 1977), deutsche Politikerin (CDU), MdHB

### G
- Gebhard Rath (1902–1979), österreichischer römisch-katholischer Geistlicher
- Gerhard Rath (* 1955/1956), bis 2020 Physik(didaktik)lehrer an Keplergymnasium und Universität, Graz
- Gerhard vom Rath (1830–1888), deutscher Mineraloge und Geologe
- Gernot Rath (1919–1967), deutscher Medizinhistoriker
- Gisela Agnes von Rath (1669–1740), Regentin des Fürstentums Anhalt-Köthen
- Gottfried Rath-Zobernig (* 1984), österreichischer Sportwissenschafter, Sportfunktionär und Unternehmer
- Gustav vom Rath (1807–1881), deutscher Zuckerfabrikant
- Gustav von Rath (1888–1961), deutscher Samt- und Seidenfabrikant

### H
- Hanna Bekker vom Rath (1893–1983), deutsche Malerin und Kunsthändlerin
- Hanns Wolfgang Rath, Pseudonym von Carl Friedrich Schulz-Euler (1880–1934), deutscher Schriftsteller, Genealoge und Literaturwissenschaftler
- Hans Rath (Maler) (1952), deutscher Maler und Zeichner
- Hans Rath (Schriftsteller) (* 1965), deutscher Schriftsteller und Drehbuchautor
- Hans-Joachim Rath (1894–1968), deutscher Generalmajor
- Hans Josef Rath (1947–2012), deutscher Maschinenbauer
- Heinrich von Rath (1792–1864), österreichischer Feldmarschalleutnant
- Heinrich Rath (1868–1936), deutscher Fabrikant
- Heinz Rath (* 1921), deutscher Fußballspieler
- Henriette Rath (1773–1856), Schweizer Malerin
- Heribert Rath (1924–2007), österreichischer Bildhauer
- Hermann vom Rath (Politiker, 1818) (1818–1890), deutscher Rittergutsbesitzer und Politiker, MdR
- Hermann vom Rath (Politiker, 1856) (1856–1917), deutscher Diplomat, Politiker (MdL) und Publizist
- Hermann Rath (Chemiker) (1904–1977), deutscher Chemiker
- Hugo Ludwig Rath (1904–1987), deutscher Verwaltungsbeamter, Politiker und Rechtsanwalt

### I
- Ingeborg von Rath (1902–1984), deutsche Bildhauerin, Holzschnitzerin und Medailleurin
- István Ráth-Végh (1870–1959), ungarischer Jurist und Schriftsteller

### J
- Jesse Rath (* 1989), kanadischer Schauspieler
- Jochen Rath (* 1967), deutscher Historiker und Archivar
- Johann von Rath (1789–1853), österreichischer wirklicher Hofrat
- Johann Friedrich Carl Rath (1796–1875), Musiker, Kapellmeister und Komponist
- Johannes Rath (Missionar) (1816–1903), österreichischer Missionar und Forschungsreisender
- Johannes Rath (Politiker) (1876–1945), deutscher Politiker (DVP)
- Johannes Rath (Maler) (1910–1973), deutscher Maler
- Josef Rath (Schriftsteller) (* 1959), österreichischer Autor und Dramatiker
- Josef Theodor Rath (1900–1993), deutscher Ordensgeistlicher (Spiritaner) und Historiker
- Joseph von Rath (1772–1852), österreichischer General
- Joseph Ráth (Schriftsteller) (1817–nach 1854), österreichischer Schriftsteller
- Jürgen Rath (* 1943), deutscher Seefahrer, IT-Entwickler und Publizist

### K
- Karl Rath (Geologe) (1802–1876), deutscher Geologe
- Karl Rath (Politiker) (1833–1903), württembergischer Politiker
- Karl Rath (SS-Mitglied) (1909–1993), deutscher SS-Obersturmführer
- Karl vom Rath (1915–1986), Kunsthistoriker und Stadtrat sowie Kulturdezernent von Frankfurt/M.
- Karlmann Rath (1727–1809), deutscher Mönch und Historiker
- Karoline Rath-Zobernig (* 1985), österreichische Sportjournalistin
- Klaus Wilhelm Rath (1902–1981), deutscher Wirtschaftswissenschaftler

### L
- Leo Rath (1943/1944–2015), österreichischer Sänger und DJ
- Leopold von Rath (vor 1741–vor 1790), preußischer Oberst
- Lukas Rath (* 1992), österreichischer Fußballspieler

### M
- Manfred Rath (1955–2023), österreichischer Rechtsanwalt, Strafverteidiger, Immobilienentwickler und Fußballfunktionär
- Marc Rath (Journalist) (* 1966), deutscher Journalist
- Marc Rath (Tennisspieler) (* 1990), österreichischer Tennisspieler

- Marcel Rath (* 1975), deutscher Fußballspieler
- Marianne Rath (1904–1985), österreichische Glaskünstlerin
- Mathäus Rath (1761–1828), österreichischer Offizier und Wirklicher Appellationsrat
- Matthias Rath (* 1955), deutscher Arzt und Alternativmediziner
- Matthias Rath (Philosoph) (* 1959), deutscher Philosoph, Medienwissenschaftler und Pädagoge
- Matthias Alexander Rath (* 1984), deutscher Dressurreiter
- Meaghan Rath (* 1986), kanadische Schauspielerin

### O
- Oliver Rath (1978–2016), deutscher Fotograf

### P
- Paul Rath (1922–2009), deutscher Heimatforscher und Genealoge
- Peter vom Rath (1795–1866), deutscher Unternehmer und Zuckerfabrikant
- Peter Rath (Juwelier) (1846–1922), deutscher Juwelier
- Peter Rath (Unternehmer) (* 1939), österreichischer Unternehmer, gelernter Gürtler, Glaskünstler und Autor
- Peter Rath (Fußballspieler, 1942) (* 1942), österreichischer Fußballspieler
- Peter Rath (Fußballspieler, 1962) (* 1962), deutscher Fußballspieler
- Peter Rath (Politiker) (* 1984), österreichischer Politiker
- Peter Dietrich Rath (* 1938), deutscher Versicherungsmanager und Verbandsfunktionär
- Philippa Rath (* 1955), deutsche Benediktinerin

### R
- Raney Aronson-Rath, US-amerikanische Fernsehproduzentin und Journalistin
- Ronja Rath (* 1999), deutsche Schauspielerin
- Rudolf Rath (Maler) (1877–1958), österreichischer Maler
- Rudolf Rath (Jurist) (1887–1966), österreichischer Wirtschaftsjurist

### S
- Stephan Rath (* 1967), deutscher Musiker und Musikmanager
- Susanne Rath, österreichische Sängerin (Sopran)

### T
- Theodor vom Rath (1808–1876), deutscher Unternehmer
- Theresa Rath (* 1991), deutsche Juristin und Schriftstellerin
- Thomas Rath (Modeschöpfer)  (* 1966), deutscher Modedesigner, Modeunternehmer und Moderator
- Thomas Rath (Fußballspieler) (* 1970), deutscher Fußballspieler
- Thomas Rath (Chemiker), österreichischer Chemiker, Hochschullehrer in Graz

### U
- Uwe Rath (* 1959), deutscher Höhlentaucher,

### V
- Volker Rath (* 1940), deutscher Sportjournalist

### W
- Walter Rath (* 1954), Professor für Organische Chemie und stellvertretender Direktor des Instituts für Angewandte Polymerchemie der Fachhochschule Aachen
- Walther vom Rath (1857–1940), deutscher Jurist und Industrieller
- Walther Rath (1886–1935), deutscher Maler, Grafiker und Zeichenlehrer
- Werner Heinrich Rath (* 1950), deutscher Gynäkologe und Geburtshelfer
- Wilhelm von Rath (um 1585–1641), deutscher Soldat
- Wilhelm vom Rath (1824–1885), deutscher Industrieller
- Wilhelm Rath (1892–1967), deutscher Landwirt und Politiker
- Wilhelm Rath (Schriftsteller) (1897–1973), deutscher Schriftsteller, Übersetzer und Anthroposoph
- Willy Rath (1872–1940), deutscher Journalist, Kabarettist, Drehbuchautor und Theaterdirektor
- Wolfgang Rath (Germanist) (* 1953), deutscher Germanist und Hochschullehrer
- Wolfgang Rath (Mathematiker) (1955–2006), österreichischer Mathematiker und Hochschullehrer